# 塩化アンモニウム
塩化アンモニウム（えんかアンモニウム、ammonium chloride）は、化学式 NH4Cl、式量 53.50 の塩。別名塩安（えんあん、Muriate）。工業薬品JIS K1441-86、試薬JIS K8116-92、食品添加物。
古代ラテン語名のSal Ammoniac（アモンの塩）とも呼ばれるが、これはかつてエジプトのアモン神殿の近くから産出したことにちなむ。この名は、アンモニアの語源ともなった。

## 特徴
無臭で、無色の結晶または白色粉末。舐めると塩味がする。335 ℃（635℉）で分解昇華し、アンモニアと塩化水素に解離する。結晶は立方晶系であり、低温では塩化セシウム型構造、184.3 ℃以上の高温では塩化ナトリウム型構造が安定となる。低温型の格子定数はa=3.866Å、比重は1.53。高い吸湿性を持つ。
水溶液はほとんど中性もしくは微酸性で、味は苦い。水溶液中のアンモニウムイオンの酸解離定数はpKa=9.25である。
{\displaystyle {\ce {NH4^+ <=> H^+ + NH3}}}
エタノールやメタノールには溶けにくく、アセトンやエーテルには溶解しない。
天然では火山活動及び泥炭の自然発火により生じる。天然に産出する鉱物は塩化アンモン石と呼ばれている。

## 特性と用途
肥料として単独に、また化学肥料の原料としても広く用いられる。工業用ではマンガン乾電池の電解液、亜鉛のメッキ、染料や染色助剤、光沢剤、電解質等、さらには医薬品原料や皮のなめし剤、火薬の原料にも使われる。また、試薬としても用いられる。
食品添加物としては、炭酸水素ナトリウム(重炭酸ソーダ)と併用して膨張剤として使われることが多い。フィンランドなど北欧諸国で人気のあるサルミアッキ（リコリス菓子）というキャンディには塩化アンモニウムが使用されているため塩味とアンモニア臭がする。天然では、ダイオウイカなど一部のイカの仲間が浮力を得るために塩化アンモニウムを体内に保有している場合がある。特定のイカにある“えぐみ”はこのためである。
消石灰と混ぜ加熱しアンモニアを発生させる実験によく使われる。
{\displaystyle {\ce {2NH4Cl + Ca(OH)2 -> 2NH3 + CaCl2 + 2H2O}}}

## 合成方法
濃塩酸とアンモニアの反応で生成される。ただし工業的に実施される例はほとんどない。
{\displaystyle {\ce {{NH3}+ HCl -> NH_4Cl}}}
工業的にはソルベー法による副産物として得られる。炭酸水素ナトリウム沈殿除去後の溶液を濃縮して塩化ナトリウムを析出し、次に放冷して塩化アンモニウムを得る。
{\displaystyle {\ce {{NaCl}+ {NH3}+ {CO2}+ {H2O}-> {NH4Cl}+ NaHCO3}}}